# Friedrich von Uslar-Gleichen (Politiker)
Friedrich Carl August Uslar-Gleichen, seit dem 23. Februar 1870 Friedrich Carl August Freiherr von Uslar-Gleichen (* 5. September 1800 in Kassel; † 26. Mai 1870 ebenda) war ein deutscher Gutsbesitzer, Offizier in der Hessen-kasselschen Armee sowie Mitglied der Zweiten Kammer der kurhessischen Ständeversammlung.

## Leben
Friedrich von Uslar-Gleichen entstammte dem niedersächsischen Adelsgeschlecht Uslar-Gleichen und war ein  Sohn des August Bernhard Wedekind Uslar-Gleichen. Er war Premierleutnant im 
1. Linien-Infanterie-Regiment Kurfürst von Hessen der Hessen-kasselschen Armee und wurde als Hauptmann entlassen.

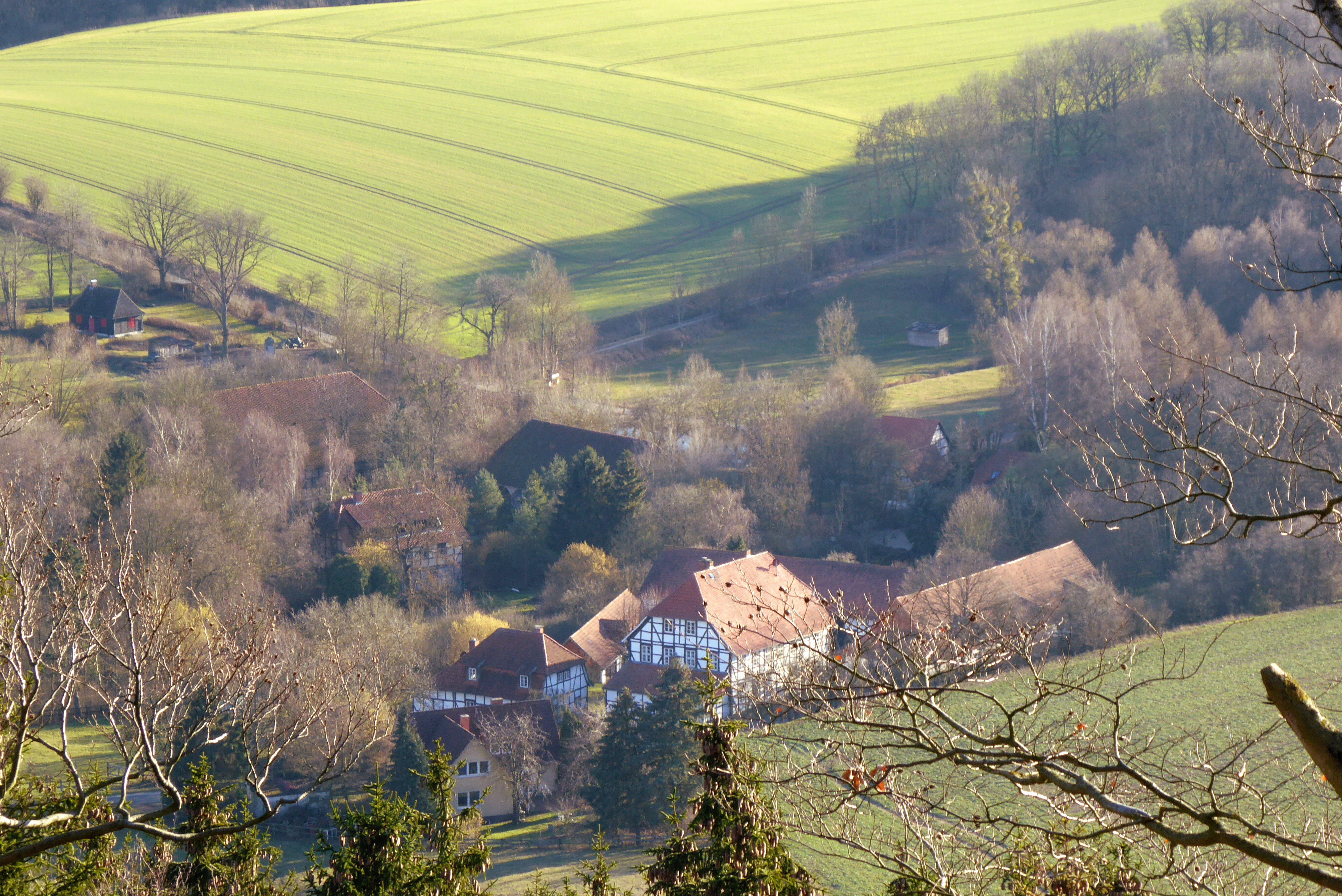
Gutshöfe Appenrode mit dem Obergut, Mittelgut und Untergut

Friedrich war Herr auf dem Mittelgut des Ritterguts Appenrode und war auch Besitzer eines Guts in Oberlengsfeld.
Von 1855 bis 1862 hatte er ein Mandat für die Zweite Kammer der kurhessischen Ständeversammlung, gewählt für den größeren Grundbesitz.

### Familie
Am 28. Dezember 1833 vermählte er sich mit Auguste Freiin von Hanstein (1811–1887). Aus der Ehe ist der Sohn Carl Ernst Heinrich August (* 1845, Erbherr auf Gut Appenrode) hervorgegangen.